# Argyrotheca lutea
Argyrotheca lutea är en armfotingsart som först beskrevs av Dall 1871.  Argyrotheca lutea ingår i släktet Argyrotheca och familjen Megathyrididae. Inga underarter finns listade i Catalogue of Life.